# جو ماغواير
جو ماغواير هو سياسي كندي، ولد في 20 يونيو 1944 في كندا. حزبياً، نشط في الحزب الليبرالي الكندي. وقد انتخب عضو مجلس العموم الكندي.